# Сейфулин, Владимир Иванович
Владимир Иванович Сейфулин (1857 — ранее 1935) — командир 6-го Сибирского стрелкового полка, герой Первой мировой войны, генерал-майор.

## Биография
Православный. Из потомственных дворян. Уроженец Акмолинской области.
Общее образование получил в Омской военной прогимназии. Окончил Оренбургское пехотное юнкерское училище по 2-му разряду, 16 апреля 1878 года произведен прапорщиком в 119-й резервный батальон. Позднее служил в Семипалатинском резервном пехотном и Омском резервном батальонах. Произведен в подпоручики 17 августа 1879 года, в поручики — 9 июля 1884 года, в штабс-капитаны — 26 января 1886 года, в капитаны — 1 августа 1893 года.
26 февраля 1898 года произведен в подполковники на вакансию, с переводом в 9-й Восточно-Сибирский стрелковый батальон, в 1900 году переформированный в 15-й Восточно-Сибирский стрелковый полк. В составе названного полка участвовал в китайской кампании 1900—1901 годов, был награжден несколькими орденами. Также участвовал в русско-японской войне, в том числе в обороне крепости Порт-Артур. Был ранен, пожалован золотым оружием «за храбрость». 27 января 1905 года произведен в полковники «за отличие в делах против японцев». 30 августа 1906 года назначен командиром 6-го Восточно-Сибирского стрелкового полка. В 1908 году давал свидетельские показания по делу о сдаче крепости Порт-Артур генералом Стесселем.
В Первую мировую войну вступил в должности командира 6-го Сибирского стрелкового полка. Удостоен ордена Св. Георгия 4-й степени
За то, что получив приказание овладеть Томашовым, как важным тактическим пунктом и сильно укрепленной арьергардной позицией неприятеля, выполнил таковое, 16 октября, с блестящим успехом после короткой артиллерийской подготовки; находясь сам под сильным действительным артиллерийским, пулеметным и ружейным огнем, лично повел, в 3 часа дня, весь полк в штыковую атаку, без выстрела, на передовые окопы противника — вдоль полотна железной дороги, охватывая его правый флаг, обратил неприятеля в беспорядочное отступление по всему фронту, спасшего свою артиллерию лишь взрывом моста, последствием этого было поспешное очищение врагом Петрокова.
21 января 1915 года отчислен от должности с назначением в резерв чинов при штабе Двинского военного округа, а 14 августа того же года произведен в генерал-майоры с увольнением от службы, за болезнью.
Дальнейшая судьба неизвестна. Умер в эмиграции до 1935 года.

## Семья
Был женат, имел пятерых детей, среди которых трое сыновей:
- Михаил (1888—?), капитан 2-й Сибирской артиллерийской бригады, георгиевский кавалер, участник Белого движения.
- Леонид (1893—1986), поручик 6-го Сибирского стрелкового полка, георгиевский кавалер, участник Белого движения.
- Владимир (1900—1999), кадет Хабаровского кадетского корпуса, участник Белого движения на Востоке России, хорунжий. В эмиграции в Китае, затем в США.

## Награды
- Орден Святого Станислава 2-й ст. (ВП 1.05.1900)
- Орден Святой Анны 2-й ст. с мечами (ВП 1.05.1901)
- Орден Святой Анны 2-й ст. с мечами (ВП 15.06.1901)
- Орден Святого Владимира 4-й ст. с мечами и бантом (ВП 6.08.1902)
- Золотое оружие «За храбрость» (ВП 18.03.1907)
- Орден Святого Владимира 3-й ст. (ВП 21.03.1910)
- Орден Святого Георгия 4-й ст. (ВП 4.11.1914)
- мечи к ордену Св. Владимира 3-й ст. (ВП 3.01.1915)